# Senna unijuga
Senna unijuga là một loài thực vật có hoa trong họ Đậu. Loài này được (Rose) H.S.Irwin & Barneby miêu tả khoa học đầu tiên.